# Metro de Sevilla
El Metro de Sevilla es una red de metro ligero que da servicio a la ciudad andaluza de Sevilla (España) y a su área metropolitana. Consta de una línea operativa, inaugurada el 2 de abril de 2009, que cuenta con un total de 21 estaciones repartidas por cuatro términos municipales del área metropolitana y una segunda, la Línea 3, cuyas obras de construcción comenzaron en 2023, siendo esperada su finalización para el año 2030. La Línea 2 está pendiente de desbloqueo por la solicitud de crédito a la UE.
Con una longitud de 18 km y 21 estaciones, es la quinta red de España en cuanto a número de pasajeros y kilómetros explotados. En el año 2023, Metro de Sevilla superó por primera vez la cifra de 20 millones de viajeros.
El material rodante del Metro de Sevilla está compuesto por una flota de 21 CAF Urbos 2 de 31 metros de largo y en los que caben hasta 202 pasajeros (145 de pie y 57 sentados), si bien permiten acoplar módulos adicionales para aumentar su capacidad. La velocidad máxima de circulación es de 70 km/h.
La red de Metro de Sevilla fue la sexta en ser inaugurada en España, por detrás de los metros de Madrid, Barcelona, Valencia, Bilbao y Palma de Mallorca. Es uno de los tres sistemas de metro existentes en Andalucía, junto al Metro de Málaga y el Metro de Granada.

## Historia

### Proyecto inicial de la década de 1970

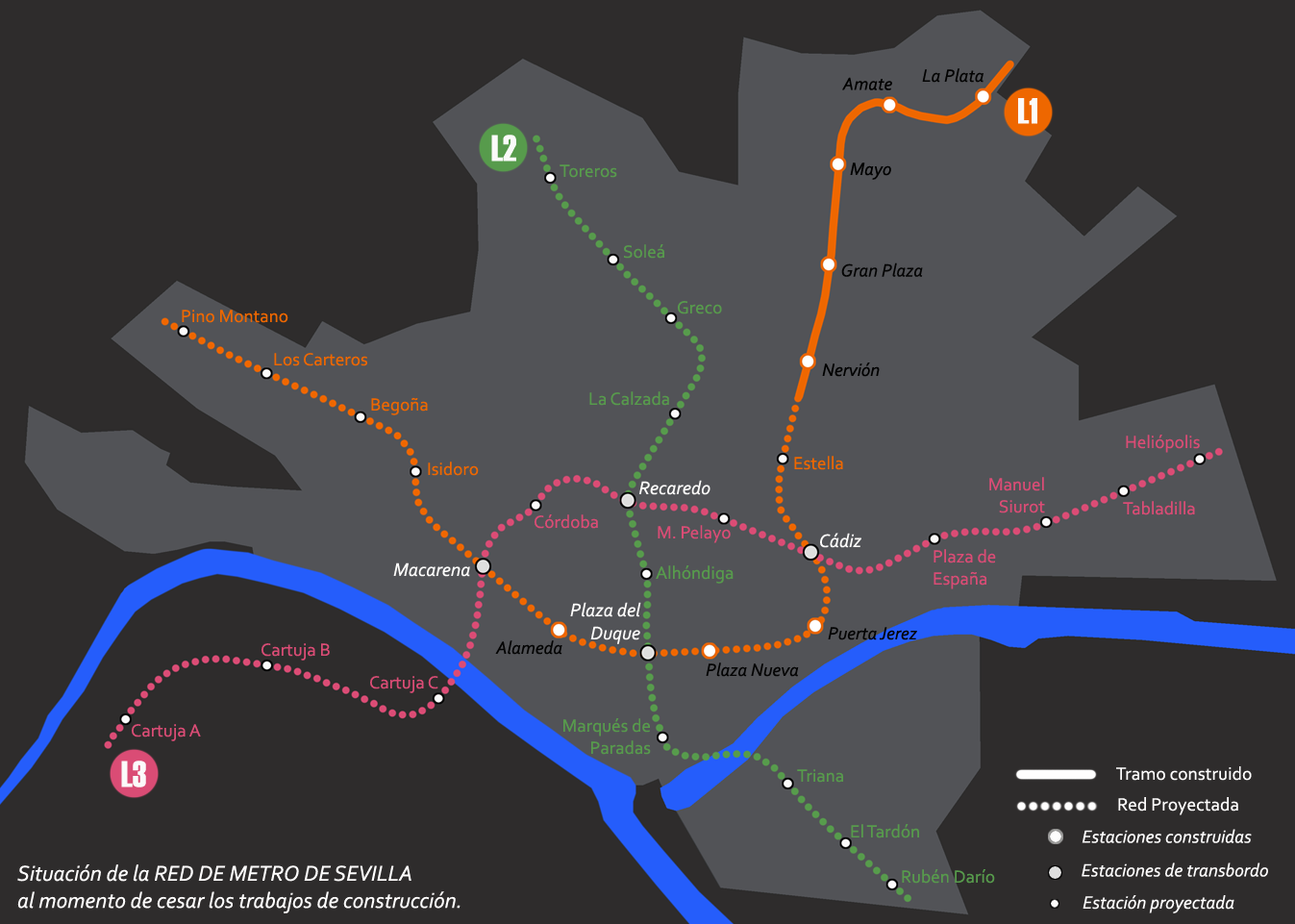
Plano de primer proyecto de metro concebido en la década de 1970.

Los primeros pasos para la creación de un ferrocarril metropolitano para Sevilla se remontan a la década de 1960. En el año de 1968 el Ayuntamiento de Sevilla, en su «Plan decenal de actuación municipal», afirmaba que los transportes de superficie se manifestaban insuficientes para atender las demandas de movilidad de los ciudadanos, debido al agotamiento de las capacidades viales y al creciente desarrollo del transporte privado. Dicho plan proponía estudiar la creación de un ferrocarril metropolitano subterráneo para los años 1970.
El 30 de julio de 1969 el pleno municipal del ayuntamiento aprobó el estudio, enviándolo al Ministerio de Obras Públicas que, al revisarlo, convocó un concurso para la redacción del proyecto. En septiembre del 72 concluye dicha redacción, originando el primer anteproyecto del Metro de Sevilla. El primer proyecto planteaba una red formada por tres líneas interconectadas entre sí que sumaban un total de 27,2 km y 32 estaciones, planteando el soterramiento de las vías en el centro de la ciudad y su paso en superficie en la periferia. El proyecto convertiría a Sevilla en la tercera ciudad española con metro.
La línea 1, de 10,5 km soterrados, conectaba el Este con el Norte de la ciudad pasando a su vez por el corazón del centro histórico. El proyecto de línea 2, de 7,2 km preveía un trazado que unía el noroeste y el sur de la capital. Por su parte, la línea 3 hubiese completado la red con un trazado de este a oeste, bordeando el centro de la ciudad por la Ronda Histórica.
Las primeras obras experimentales arrancaron en la Alameda a mediados de 1974. Tras la correspondiente aprobación de la ley por parte de las cortes franquistas, las obras de ejecución de la línea 1 fueron inauguradas comenzando por el tramo La Plata-Gran Plaza en abril de 1976. En 1978 y 1979 se licitaron los tramos segundo y tercero de la línea, correspondientes a los tramos Plaza-Estrella y Estrella-Plaza Nueva respectivamente.
A pesar de que las obras marcharon sin incidentes con varios kilómetros de túnel construidos hasta que el 4 de noviembre de 1981 se observó un hundimiento del monumento a San Fernando situado en Plaza Nueva. El 28 de marzo de 1982 se produjo un socavón de más de 5 metros en Estación de Puerta Jerez y a finales del mismo año aparecieron grietas en la Estación de San Bernardo y en el edificio de La Equitativa.
Estos hechos desataron la alarma ciudadana y alentaron una campaña en contra de los avances del proyecto de metro. En 1984 se produce la suspensión de las obras tras un estudio de una comisión asesora, que aconsejaba paralizar el proyecto hasta realizar nuevos estudios. Por aquel entonces ya se habían invertido 5000 millones de pesetas y se habían construido 3 kilómetros de túnel y tres estaciones de la línea 1.[cita requerida]
La suspensión de las obras se convierte en definitiva tras un informe de la administración en la que se manifestaban los temores de que las obras pudiesen provocar daños en numerosos edificios históricos a causa de la compleja y frágil naturaleza del suelo sevillano, así como la falta de rentabilidad económica del proyecto debido a la inexactitud de los informes que estimaban un aumento de la población muy superior al que se produjo.

### Proyecto actual
Quince años después de la suspensión del proyecto, en 1999 el pacto municipal tras las elecciones municipales entre PSOE y Partido Andalucista propició la reactivación del proyecto, amparándose en los avances producidos en la tecnología para la construcción de túneles y a un efectivo crecimiento de la población.
La Junta de Andalucía desarrolló un proyecto básico que recuperaba las obras de la línea 1 del metro, por lo que encargó tareas de diagnóstico para comprobar el estado y recuperar las construcciones que ya se encontraban efectuadas del anterior proyecto. La línea preveía un nuevo trazado que abarcase los municipios del cinturón metropolitano.
En el año 2003 se concretó el proyecto y se sientan las bases de la nueva red de metro. Esto se produjo en el contexto de una serie de planes que se llevaron paralelamente en varias provincias andaluzas para la expansión del ferrocarril urbano en la comunidad y que preveían también la creación del Metro de Málaga, el Metro de Granada, el Tranvía de la Bahía de Cádiz y el Tranvía de Jaén.
El nuevo proyecto contemplaba la creación de cuatro líneas, con algunos tramos subterráneos y otros en superficie. Las líneas 1 y 2 recorrerían de forma paralela el área metropolitana de este a oeste uniendo la capital con los municipios de Mairena del Aljarafe, San Juan de Aznalfarache, Alcalá de Guadaíra y Dos Hermanas. La línea 3 sería transversal mientras que la línea 4 haría el papel de circular.

### Construcción

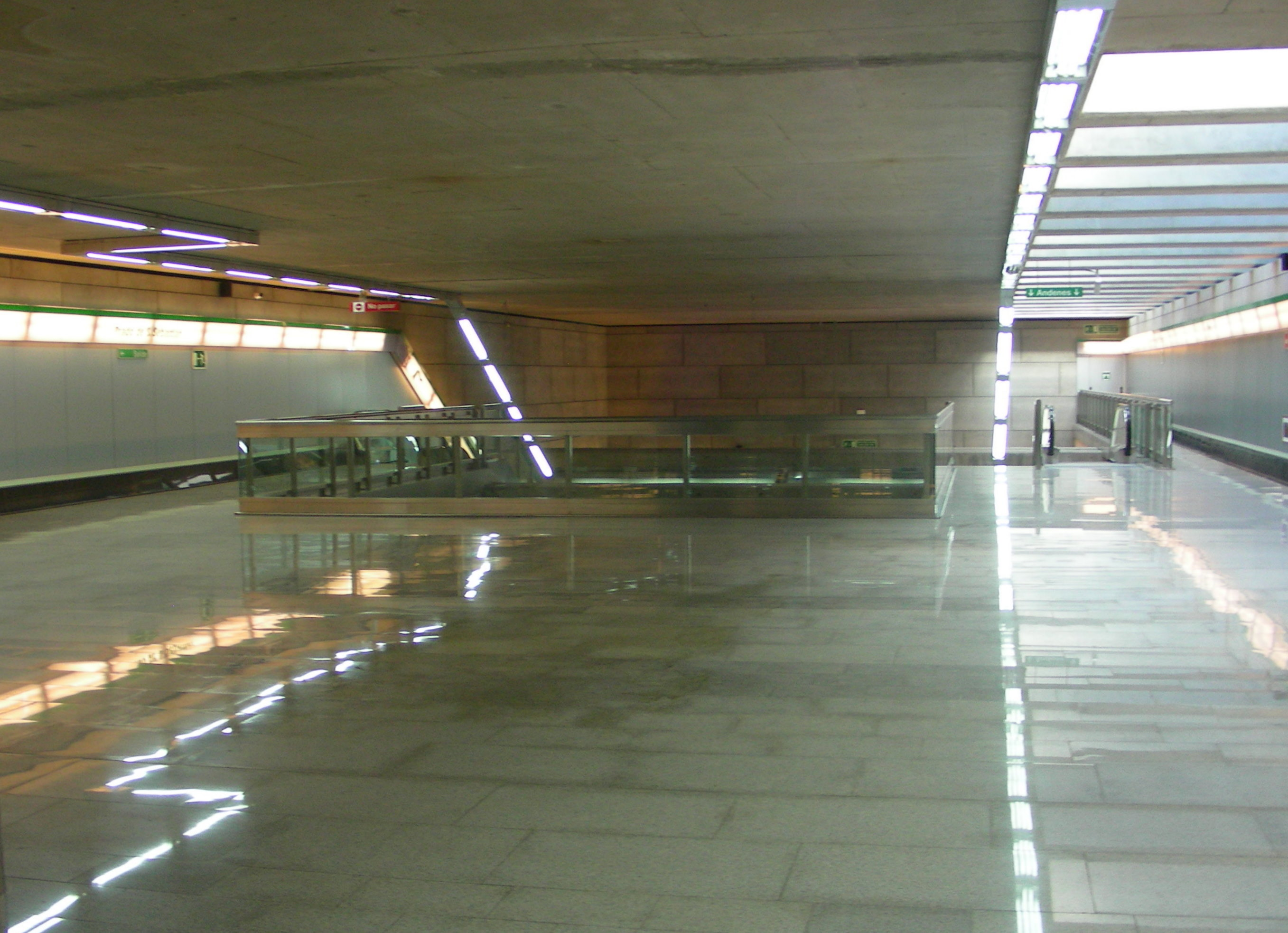
Vestíbulo de la Estación de Prado de San Sebastián.

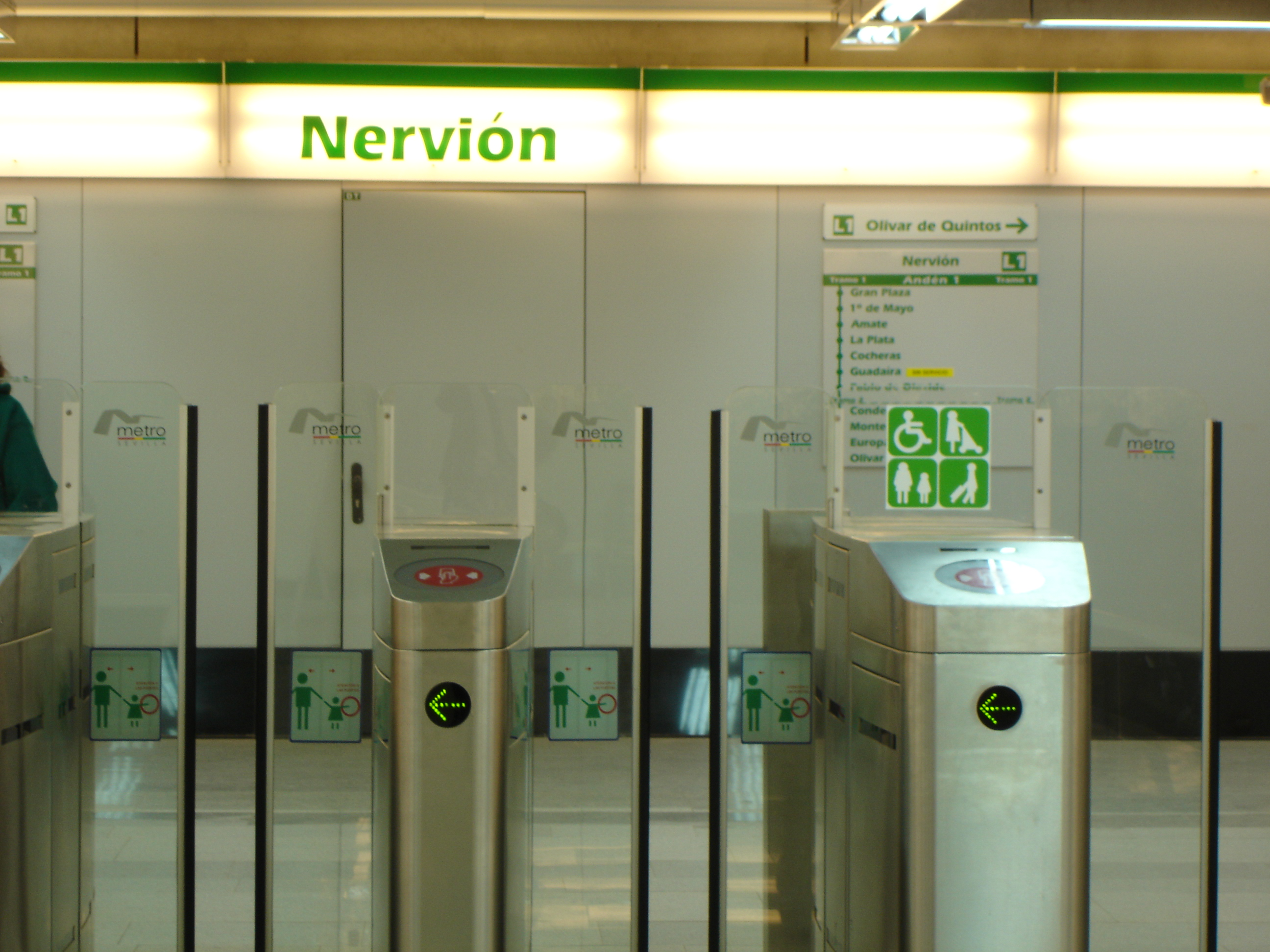
Canceladoras de la Estación de Nervión.

El 23 de septiembre de 2003 dieron comienzo las obras del metro de Sevilla, comenzando con la construcción de la Estación de Nervión y la rehabilitación del túnel construido 25 años atrás, que por aquel entonces se encontraba en estado de inundación tras años en desuso. En una primera fase se contemplaba la construcción y puesta en marcha de la línea 1, dejando la proyección para cuando se hubiese inaugurado el sistema. Las obras contemplaban una inversión de 428,5 millones de euros y preveían su finalización en junio de 2006.
Las obras de construcción avanzaron, sin embargo no exentas de problemas e incidentes técnicos durante su construcción que retrasaron su fecha de apertura y aumentaron el presupuesto. Los trabajos provocaron algunos socavones en tramos de calzada a lo largo de la capital y el desplome de una viga en la SE-30.
En junio de 2006, fecha en la que se había previsto inicialmente la inauguración, quedaban por ejecutar más de la mitad de las obras del trazado. Sin embargo, a pesar de encontrarse con algunos cambios de trazado y desvíos de maquinaria, los trabajos ya avanzaban con mayor rendimiento por aquel entonces.
En primavera de 2007 se inauguró el tranvía municipal que recorre el casco histórico de la capital, el Metrocentro. Por aquel entonces el tranvía carecía de unidades propias con los que realizar el servicio, por lo que Metro de Sevilla llegó a un acuerdo con el Ayuntamiento por el cual cedió cinco unidades de Urbos 2 a TUSSAM en régimen de alquiler a razón de 37.500€/mes.
Unos meses más tarde TUSSAM decidió comprar definitivamente las unidades a Metro de Sevilla por 12 millones de euros. Sin embargo, cuando el tranvía estrenó nuevos ferrocarriles en 2010, devolvió los antiguos a su fabricante, CAF, el cual posteriormente los revendió de nuevo a Metro de Sevilla por 9,5 millones de euros.
El 27 de noviembre de 2008, a 24 días de la planeada fecha de apertura del servicio, ocurrió un incidente que obligó a retrasar la inauguración tres meses y medio más: Una filtración de agua producida por las actuaciones que se estaban realizando en la Estación de Puerta Jerez originó un corrimiento de tierras que provocó un socavón en la calle Almirante Lobo de tres metros de profundidad y seis metros de diámetro, lo que a su vez provocó el hundimiento de un quiosco de prensa, que quedó engullido por el agujero.

### Inauguración
El Metro de Sevilla finalmente fue inaugurado el 2 de abril de 2009 en una ceremonia especial de apertura a la que acudieron personalidades políticas del gobierno andaluz y el Ayuntamiento. Durante ese día se llevaron a cabo diversos actos informativos para fomentar y dar a conocer el funcionamiento el nuevo medio de transporte en la ciudadanía. Sevilla se convirtió así en la primera ciudad de Andalucía en disponer de ferrocarril metropolitano y la séptima de España.

## Líneas del Metro de Sevilla
El Metro de Sevilla cuenta con una línea en funcionamiento, llamada Línea 1. A pesar de que el proyecto inicial preveía la creación de hasta cuatro líneas, el contexto de crisis económica en el que se produjo la apertura trajo consigo la postergación de los planes de construcción del resto de líneas, a la espera de poder ser retomados. A finales de 2010, la Consejería de Obras Públicas y Vivienda concluyó el análisis y resolución de los 174 escritos de alegaciones presentados a los anteproyectos de alternativas de las líneas 2, 3 y 4 del Metro de Sevilla, hito que puso fin al diseño de los trazados y permitió someter dichos anteproyectos al trámite ambiental, así como concluir durante el año los proyectos constructivos.

Plano esquemático del Metro de Sevilla

La Junta de Andalucía y el Ayuntamiento de Sevilla constituyeron un grupo técnico de trabajo para agilizar los proyectos de las líneas 2, 3 y 4 del Metropolitano de Sevilla de forma que, una vez finalizó la redacción de los proyectos, ambas administraciones establecieron un posicionamiento común sobre su trazado. En noviembre de 2022, después de que La Junta de Andalucía y el Gobierno de España firmaran un acuerdo de financiación de la línea 3 que debe atravesar la ciudad de norte a sur, el Consejo de Ministros aprobó una inversión de 650 millones en esta línea y se está a la espera de la licitación de las obras de construcción.

### Línea 1 (En servicio)

Plano de la línea 1 del Metro de Sevilla

La línea 1 (Ciudad Expo - Olivar de Quintos) fue inaugurada en el año 2009. Cuenta con un total de 18,1 km de longitud y un total de 22 estaciones. Atraviesa el área metropolitana de Sevilla de oeste a este, conectando la capital con los municipios de San Juan de Aznalfarache, Mairena del Aljarafe y Dos Hermanas.
La línea se encuentra dividida en tres zonas distintas, de manera que la tarificación se calcula en función al número de saltos que el viajero realice entre distintas áreas. Las zonas transcurren entre las estaciones de Ciudad Expo-Blas Infante, Blas Infante-Pablo de Olavide y Pablo de Olavide-Olivar de Quintos. Este sistema de tarifas por zonas y saltos es el que está implantado en otros medios de transporte que prestan servicio en el área metropolitana de la ciudad, como son los autobuses interurbanos y la red de cercanías.

Parte de Ciudad Expo (Mairena del Aljarafe) atravesando el barrio en subterráneo para llegar a la estación soterrada de Cavaleri. En superficie llega a la estación del barrio alto de San Juan de Aznalfarache. Sigue su traza en subterráneo por San Juan hasta llegar a la estación del barrio bajo. A continuación, la línea cruza en viaducto la autovía SE-30, para continuar en superficie hasta la estación de Blas Infante, ya en Sevilla, donde discurre bajo tierra atravesando el barrio de los Remedios, el casco antiguo, el Prado, San Bernardo, Nervión, Amate, Su Eminencia hasta la estación de Cocheras, situada también en la capital hispalense. Tras esta, la línea vuelve a salir a la superficie, para cruzar de nuevo en viaducto la autovía SE-30 hasta llegar a la siguiente estación: Guadaíra, la cual es un intercambiador con los cercanías de Renfe. Continúa en superficie hacia la estación de Pablo de Olavide y tras abandonar esta, cruza en viaducto la Autovía de Utrera para finalizar en el barrio nazareno de Montequinto, situado en el municipio de Dos Hermanas, el que atraviesa soterrado las estaciones de Montequinto y Europa para terminar en un intercambiador con el tranvía hacia Dos Hermanas.

#### Línea 3 (En construcción)

Línea 3 en construcción (tramo norte)

La línea 3 del Metro de Sevilla, actualmente en construcción, unirá los barrios de Pino Montano y Bellavista, ubicados en los extremos norte y sur de la ciudad, respectivamente. Las obras de ejecución de la línea se encuentran divididas en dos tramos, que encontrarán su unión en la actual Estación de Prado de San Sebastián, que servirá a su vez como punto de unión con la línea 1.
Se prevé que la línea, en su tramo norte, atienda a 120.000 habitantes más, especialmente en los densos barrios de Macarena y Pino Montano, y tenga unos 13 millones de viajeros anuales.
El proyecto de la línea 3 del Metro de Sevilla fue anunciado oficialmente en enero de 2022. Se espera que la construcción del tramo norte finalice en el año 2030. Las obras del ramal técnico al norte de Pino Montano comenzaron en febrero de 2023 y las primeras obras en plena ciudad comenzaron el 8 de abril de 2024, mismo mes en el que se pusieron las primeras vías sobre el ramal técnico. El tramo sur de la línea aún no ha comenzado sus obras, al no tener un trazado aprobado de manera definitiva.

#### Línea 2 (En proyecto)

Trazado previsto de la línea 2

La línea 2 se encuentra actualmente en proyecto y en fase de información pública. El plazo de alegaciones se cerró el 31 de agosto de 2010; se recibieron un total de 129 sugerencias por parte de vecinos y colectivos, entre las que destaca la que recomienda su prolongación desde la estación Torre Triana hasta el cercano pueblo de Camas. Su trazado, al igual que el del resto de la red, será generalmente subterráneo.
Su recorrido previsto es Torreblanca-Sevilla Este-Santa Justa-Centro-Puerta Triana, a la espera de tomar una decisión sobre si se prolonga hasta el centro de Camas en incluso a otros municipios del Aljarafe, en caso de optar por esta opción, el metro saldría a la superficie tras la estación de Torre Triana y llegaría hasta el Hospital de Bormujos por un trazado sobre rasante. Ha quedado descartada una conexión al aeropuerto debido a que está proyectado un túnel ferroviario hacia este desde Santa Justa. Pudieran existir en el futuro extensiones metropolitanas de esta línea desde Camas hacia otras localidades del Aljarafe como Castilleja de Guzmán y Valencina de la Concepción.

#### Línea 4 (En proyecto)

Trazado previsto de la línea 4

La línea 4 (circular) se encuentra actualmente en proyecto. En un momento previo a la licitación de la línea en mayo de 2007, predominó la idea de construir los tramos en superficie, pero actualmente sólo se contempla de esa forma la línea a su paso por la Isla de la Cartuja; el resto de la misma sería subterráneo, al igual que el resto de la red. Durante la construcción de la línea 3, se dejará preparado el espacio para la construcción de la futura línea 4 en la Estación de Hospital Virgen Macarena la cual se situará de forma perpendicular sobre la línea 3.

## Infraestructura

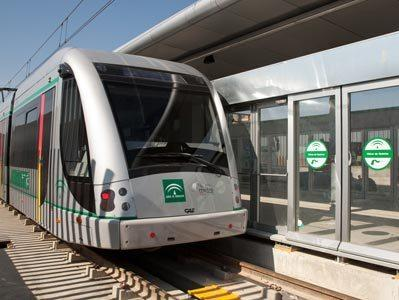
Ferrocarril del Metro de Sevilla en la Estación de Olivar de Quintos.

El Metro de Sevilla es un sistema de tren ligero al que dan servicio 21 unidades del modelo Urbos 2 del fabricante CAF, los cuales tienen una longitud de 31,25 metros y cuentan con capacidad para 275 pasajeros.
La velocidad máxima de circulación de los ferrocarriles es 70 km/h, con una frecuencia de paso en torno a los 3 minutos en horas punta y  5 o 6 minutos en horas valle. A partir de las 00:00, el tiempo de espera en andén se sitúa en un intervalo de 12-15 minutos.
Los 18,05 km de vía, de 1.435 mm de ancho, cuentan con tramos subterráneos combinados con otros en superficie. En estos últimos, el ferrocarril siempre transcurre en plataforma segregada del resto de transportes. El recorrido queda cubierto por 22 estaciones: quince subterráneas y siete en superficie.

### Intermodalidad

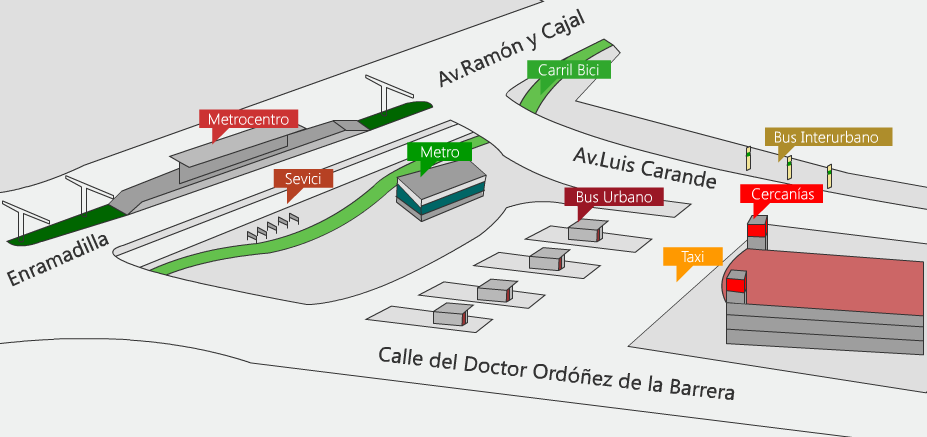
Diseño del sistema de intermodalidad de la Estación de San Bernardo.

La red de metro de Sevilla está diseñada con el objetivo de favorecer la intermodalidad con el resto medios de transporte público de la ciudad. Un caso particular es la Estación de San Bernardo, creado con intención de crear un gran intercambiador en el que confluyen múltiples modos de transporte de corta y media distancia. Adicionalmente, existen sendos aparcamientos de vehículo privado disuasorios situados en ambos extremos de la línea.
A lo largo su recorrido, las estaciones de Metro de Sevilla permiten complementar su trazado con los siguientes medios:
- Autobús urbano y metropolitano: En múltiples puntos de la ciudad las estaciones están situadas junto a las marquesinas de la red de autobuses urbanos municipales de TUSSAM, así como a la red de bus metropolitano del Consorcio de Transporte Metropolitano del Área de Sevilla.
- Renfe Cercanías: La Estación de San Bernardo es anexa al apeadero homónimo de la red de Renfe Cercanías, en el que también paran algunas líneas de Media Distancia.
- Bicicleta:  Las mayoría de estaciones de metro están situadas junto a aparcamientos para bicicletas o junto a estaciones del servicio de bicicleta pública municipal Sevici.
- Metrocentro: En las estaciones de San Bernardo, Prado de San Sebastián y Puerta Jerez, el Metro de Sevilla está enlazado con la línea de Metrocentro, un sistema de tranvía que recorre el centro histórico de la ciudad.
- Tranvías metropolitanos: Actualmente varios municipios del área metropolitana sevillana tienen proyectada la construcción de sistemas de tranvía con los que estará enlazado el actual trazado del metro. Es el caso del Tranvía Metropolitano de Alcalá de Guadaíra, el Tranvía Metropolitano de Dos Hermanas y el Tranvía Metropolitano del Aljarafe.

## Imagen corporativa
La imagen corporativa del Metro de Sevilla ha experimentado una renovación significativa desde su inauguración en 2009. Tanto el diseño original como sus diferentes versiones, se mantuvieron vigentes hasta 2024, cuando, en el marco de una actualización de la señalética de las instalaciones, se optó también modificar la identidad visual de la red, incluyendo el logotipo y los colores corporativos.

### Diseño actual

Logotipo.

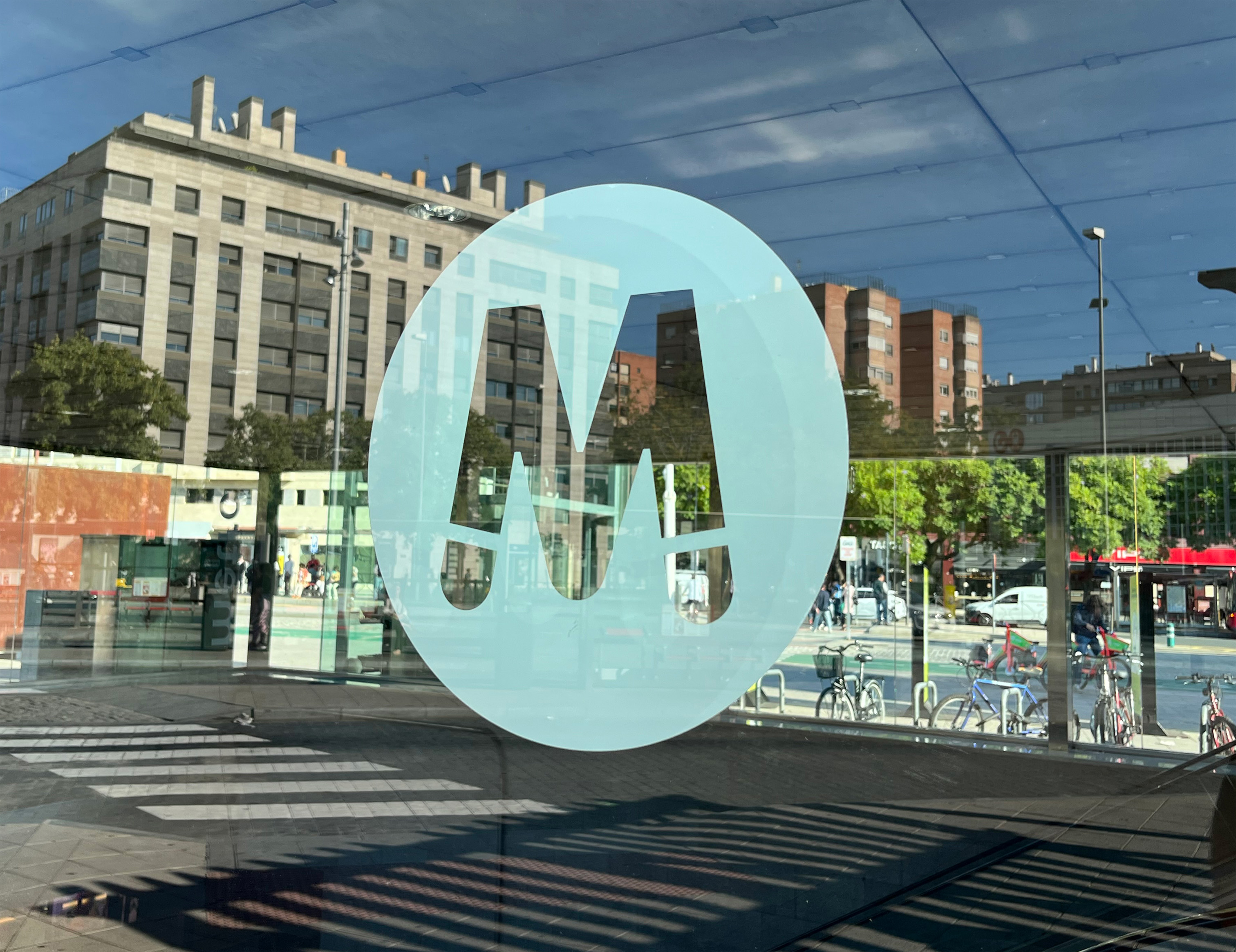
Detalle de las bocas de acceso.

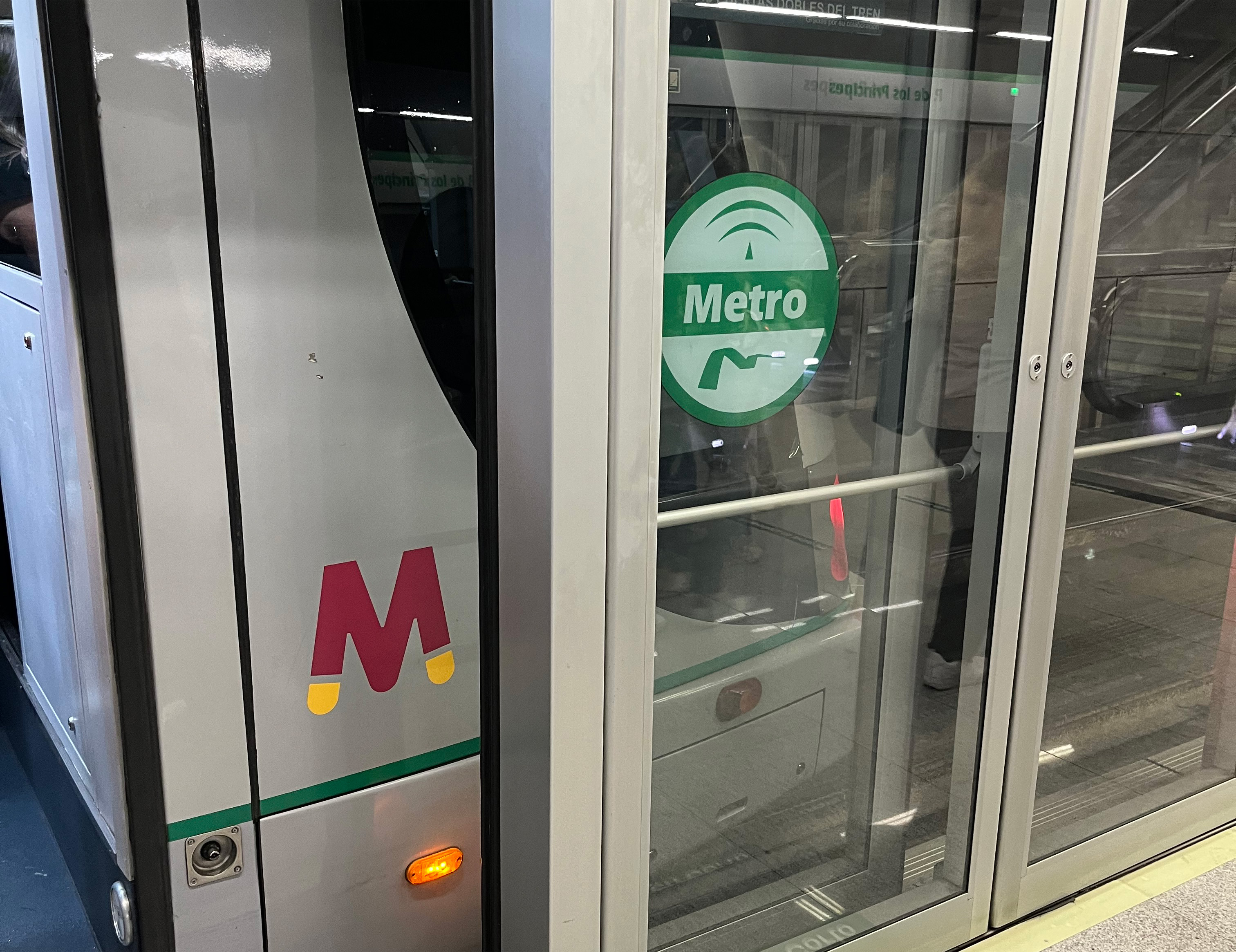
Visión conjunta de ambos logotipos.

El logotipo vigente del Metro de Sevilla, presentado en octubre de 2024, está compuesto por una letra 'M' mayúscula de trazos gruesos y abiertos, en colores carmesí y albero. Estos colores están asociados con la identidad cromática de la ciudad de Sevilla. Junto a la 'M', se encuentra la palabra 'metro' en minúscula y en negrita, mientras que debajo de la misma aparece el nombre de la ciudad en mayúsculas, ambas palabras están escritas en gris antracita. La disposición del texto, alineado en la parte inferior, aporta equilibrio al diseño y facilita su reconocimiento.
El rediseño tiene como propósito unificar la identidad visual del Metro de Sevilla, así como optimizar la identificación del servicio. Este logotipo reemplaza de manera progresiva la identidad visual anterior y se aplica en diversos soportes, incluyendo señalética, documentación y plataformas digitales del sistema.

### Diseño original

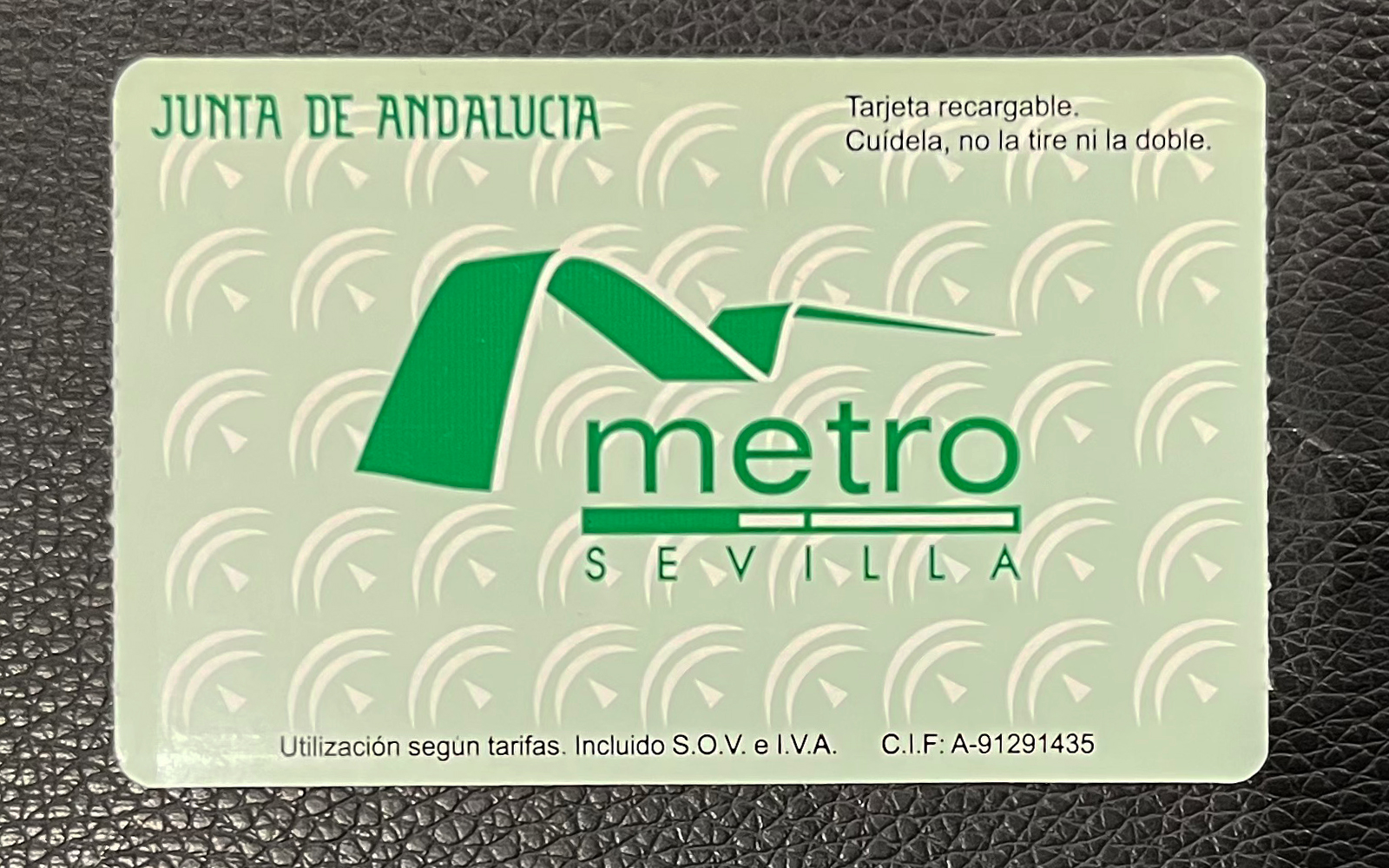
Título de transporte (logotipo a una sola tinta).

El primer logotipo del Metro de Sevilla fue seleccionado mediante un concurso público y representaba la silueta estilizada del río Guadalquivir mediante una lámina metálica ondulada en degradados de gris, formando una letra m minúscula. Bajo esta figura, la palabra "metro" en negrita y "SEVILLA" en mayúsculas estaban separadas por una franja gruesa con los colores carmesí, albero y verde, evocando una fusión de las banderas de Sevilla y Andalucía.

#### Evolución
Con el tiempo, y debido a necesidades técnicas y de señalización, se introdujo una versión monocolor en verde, color institucional de la Junta de Andalucía, utilizado en la señalética y los títulos de transporte. También se incorporaron elementos identificativos para las estaciones, como las señales circulares conocidas popularmente como las piruletas, que combinaban el logotipo del metro con el de la Junta de Andalucía. 
Estos cambios no lograron subsanar las carencias iniciales, pues la ausencia de una base sólida desde el punto de vista del diseño gráfico e industrial siguió generando numerosas críticas, ya que la identidad visual carecía de coherencia y, sobre todo, de funcionalidad. Como resultado, los distintos intentos de adecuación se convirtieron en ejemplo paradigmático de cómo una estrategia visual inadecuada puede derivar en una notable falta de eficacia en un transporte de gran relevancia, donde la claridad de la imagen y la efectividad de la señalización desempeñan un papel fundamental en la experiencia del usuario.

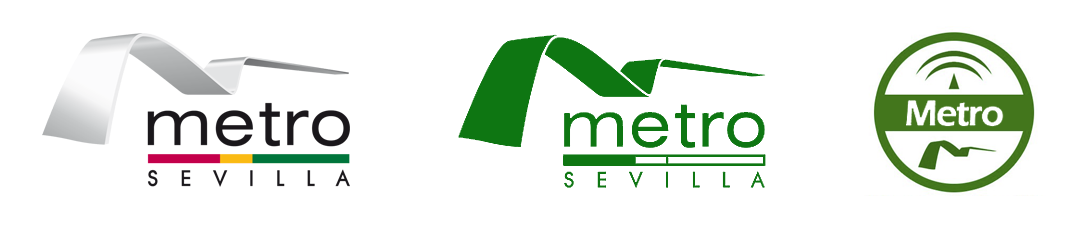
Variantes del primer logotipo del Metro de Sevilla (2009-2024).
1. A la izquierda, la versión original ganadora del concurso.
2. En el centro, la versión monocromática.
3. A la derecha, el resultado de la fusión del logotipo simplificado del Metro con el de la Junta de Andalucía.

El rediseño de 2024 tiene como objetivo mejorar la legibilidad y reforzar la identidad visual del sistema, proporcionando una imagen más clara y coherente. Además, a través de su cromatismo, la nueva identidad busca establecer una conexión más estrecha entre el metro y la ciudad, reflejando su integración en el entorno urbano y facilitando su reconocimiento por parte de los ciudadanos.

## Horarios
La prestación del servicio en el metro cuenta con un horario habitual y otros especiales, adaptados a las circunstancias específicas según las necesidades de la ciudad en un determinado momento (tales como la Feria de Abril). Además de estas fechas específicas, también se contemplan horarios especiales para cualquier otro tipo de evento que no esté previamente concertado en el calendario.
| Horario habitual                                                    | Horario habitual | Horario habitual |
| Días de la semana                                                   | Apertura         | Cierre           |
| ------------------------------------------------------------------- | ---------------- | ---------------- |
| De lunes a jueves                                                   | 6:30 h           | 23:00 h          |
| Viernes y vísperas de festivos                                      | 6:30 h           | 2:00 h           |
| Sábados                                                             | 7:30 h           | 2:00 h           |
| Domingos y festivos                                                 | 7:30 h           | 23:00 h          |
| Horario de salida del último tren desde las estaciones de cabecera. |                  |                  |

## Sistema tarifario
Las distintas tarifas de viaje se establecen en función del número de saltos que el usuario necesite efectuar entre las estaciones de origen y las de destino, para ello se subdivide la línea en diferentes zonas tarifarias, que en líneas generales coinciden con las delimitaciones de los términos municipales de Sevilla capital y el resto de municipios por los que transcurre la línea. 
En el caso de la línea 1, la única actualmente en funcionamiento, las estaciones de Blas Infante y Pablo de Olavide, se encuentran situadas justo en el límite del término municipal de la capital, funcionando como nexo entre dos zonas diferentes y por lo tanto, el usuario que se desplace desde una zona u otra hasta esa estación no tendrá que pagar ningún salto.

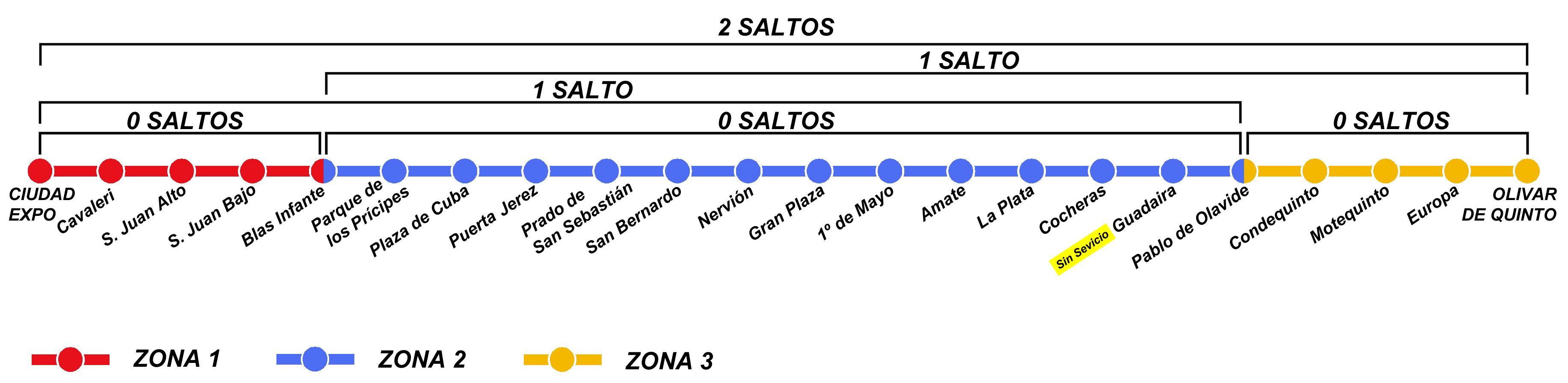
Distribución de zonas tarifarias por saltos en la Línea 1 del metro.

### Títulos de viaje
El sistema de pago utilizado en las instalaciones del metro es variable. El usuario puede optar por tres medios de pago diferentes (habiendo de utilizarse el mismo medio a entrada y la salida):
- El título exclusivo del metro de Sevilla.
- La tarjeta multimodal del Consorcio de Transportes de cualquier área metropolitana de Andalucía.
- Tarjeta bancaria mediante el sistema Tap&Go.[21][22]

| Título exclusivo del Metro | Título exclusivo del Metro | Título exclusivo del Metro | Título exclusivo del Metro |
| Modalidad | 0 Saltos                   | 1 Salto                    | 2 Saltos                   |
| --- | -------------------------- | -------------------------- | -------------------------- |
| Billete sencillo | 1,35 €                     | 1,60 €                     | 1,80 €                     |
| Billete ida y vuelta | 2,70 €                     | 3,20 €                     | 3,60 €                     |
| Bono de 1 día Viajes ilimitados durante un día | 4,50 €                     | 4,50 €                     | 4,50 €                     |
| Bonoplus45 45 viajes en 30 días, unipersonal | 0,66 € (30€) 0,33€ (15€)*  | 0,94 € (42€) 0,46€ (21€)*  | 1,10 € (50€) 0,55€ (25€)*  |
| Bonometro o Consorcio | 0,82 € 0,41 €*             | 1,17 € 0,59 €*             | 1,37 € 0,69 €*             |
| *Precios bonificados desde el 1 de enero de 2025. **Esta opción de pago permite transbordar entre diferentes medios de transporte del área metropolitana descontando un 20% del total del importe de los medios utilizados en un plazo de 2 horas. |                            |                            |                            |

## Número de pasajeros
Durante los 10 primeros años tras su inauguración, el número de pasajeros del Metro de Sevilla fue creciendo paulatinamente, con la única excepción de 2012 y 2013. En el año 2020, el número de pasajeros volvió a disminuir drásticamente debido a la situación excepcional por la pandemia de COVID-19, acercándose a las cifras del año 2009 (en el que el Metro solo estuvo en funcionamiento 8 meses). En los años 2021 y 2022 el número de usuarios empezó a recuperarse, alcanzándose nuevos récords anuales a partir de 2023.
| Gráfica de evolución de los pasajeros del Metro de Sevilla entre 2009 y 2024 |
|                                                                              |
| Número de pasajeros del Metro de Sevilla (en millones)                       |